# Dama del Lago

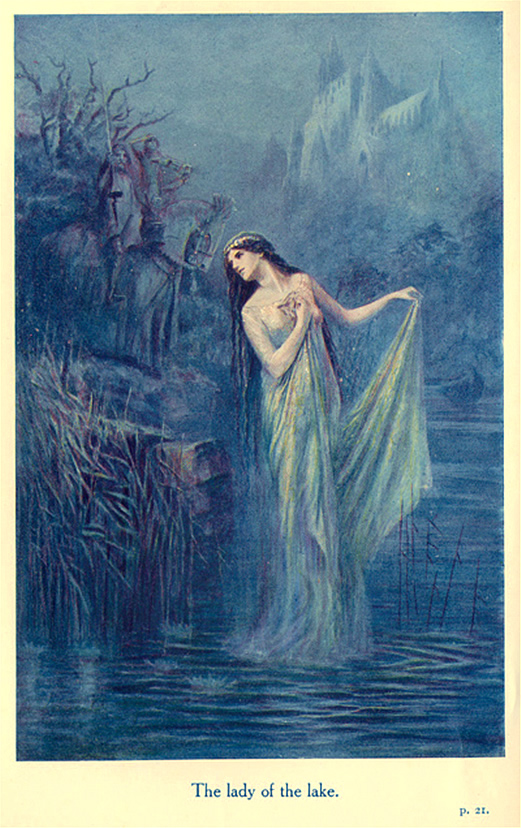
La Dama del Lago, en una ilustración hecha por Lancelot Speed.

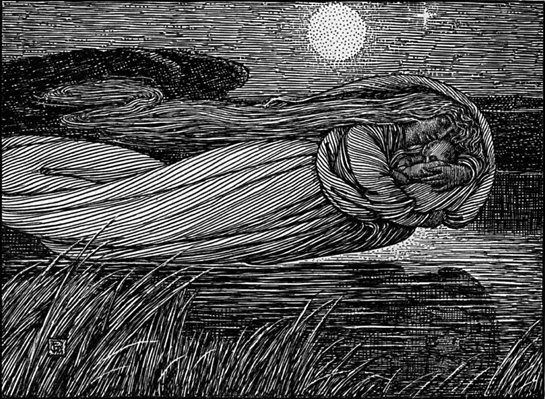
La Dama del Lago se lleva a Lanzarote. Grabado de George Wooliscroft y Louis Rhead, publicado en la edición de 1898 de Los idilios del rey, de Lord Tennyson.

La Dama del Lago es el nombre con el que se conoce a varios personajes de la leyenda del rey Arturo, relacionados entre sí, que tienen probablemente un origen común. Este es probablemente pagano, específicamente de la mitología celta; no hay registros históricos sobre personajes similares.
En la Edad Media, la Dama del Lago pasó a tener un lugar de relevancia en el ciclo artúrico, lo que ayudó a su difusión en la cultura occidental. Aparece en muchas de las obras sobre el rey Arturo, y ha trascendido como un personaje relevante de las leyendas artúricas por su relación cercana con el mago Merlín, y con la espada Excálibur.
Según las diferentes versiones de las historias a su alrededor, el nombre real de la Dama del Lago era probablemente Niniana, Viviana, Nimue, Ninie, Viviane o variantes de estos nombres. También hay variaciones en las diferentes historias al respecto del carácter mágico o de hada de la Dama del Lago, pues mientras que en algunas obras aparece como un ser mortal que aprende de Merlín secretos de las artes de la magia, en otras aparece como un personaje inherentemente mágico. 
Aunque la leyenda artúrica generalmente representa a la Dama del Lago como un personaje benévolo, a veces también es representada como un agente del mal, o un ser humano con virtudes y defectos comunes, como la paciencia y el rencor.

## Sus nombres
Las numerosas variantes de los nombres que le son asignados a la Dama del Lago pueden separarse en dos grupos: aquellas voces que guardan una relación con la forma Niniana, Nyneve o Nimue, y aquellas que derivan o son similares a Viviane. Los eruditos han debatido durante años acerca del origen de los nombres mencionados en cada obra, y se han generado estudios detallados de cada hipótesis.
Nimue y nombres similares
Se piensa que el nombre Nimue está relacionado con Mneme, o Mnemósine, madre de las musas de las mitologías griega y romana. Otra probable raíz es el nombre céltico Niamh. A veces, se remonta al personaje a la mítica Rhiannon galesa. Esta hipótesis se apoya en la etimología ofrecida en la Suite du Merlin. También se alega la existencia del río Ninian en la Bretaña continental.
Viviane y nombres similares
Quienes dan preeminencia a la forma Viviane, arguyen que este es probablemente un derivado de Vi-Vianna, y este de Co-Vianna, una variante de Coventina, la diosa celta de las aguas. Es probable que este nombre, a su vez, describa a Gwendoloena, la compañera de Merlín, cuyo nombre es pronunciado en latín de manera parecida a Coventina. También se ha especulado que Vivianna puede ser una forma derivada de Diana. A veces, se ve en esta forma una adaptación francesa de la heroína legendaria irlandesa Béfinn o Bé-Binn, que significa 'mujer blanca'. El blanco se ha asociado frecuentemente con las compañeras de Merlín.

## Mitología
En la mitología celta, las deidades del agua eran muy populares y respetadas, ya que el elemento que ellas controlaban era la esencia misma de la vida. En esta mitología, las voluntades de estas deidades se manifestaban en el movimiento espontáneo y a veces impredecible de los manantiales, ríos y lagos. Era muy común que estas deidades recibieran ofrendas, generalmente de armas u objetos de valor.
La diosa del agua Coventina, con quien la Dama del Lago guarda muchas semejanzas, era venerada en todo el territorio romano en Bretaña, la Galia y el noroeste de Iberia. Coventina tiene un adoratorio en Carrawburgh, cerca de la muralla de Adriano, consistente en un templo cuadrangular con una piscina central. En la piscina se han encontrado ofrendas antiguas, como monedas, joyas y pequeñas figuras de bronce.

## Apariciones en la literatura
La primera vez que se le identifica en una obra literaria es a finales del siglo XII en el libro Lancelot, el Caballero de la Carreta, de Chrétien de Troyes. Aunque en esta obra no se le identifica por su nombre aún, el personaje es reconocible, pues aparece ejerciendo su papel de madrina o madre adoptiva del caballero de la mesa redonda sir Lanzarote del Lago.

### Materia de Bretaña

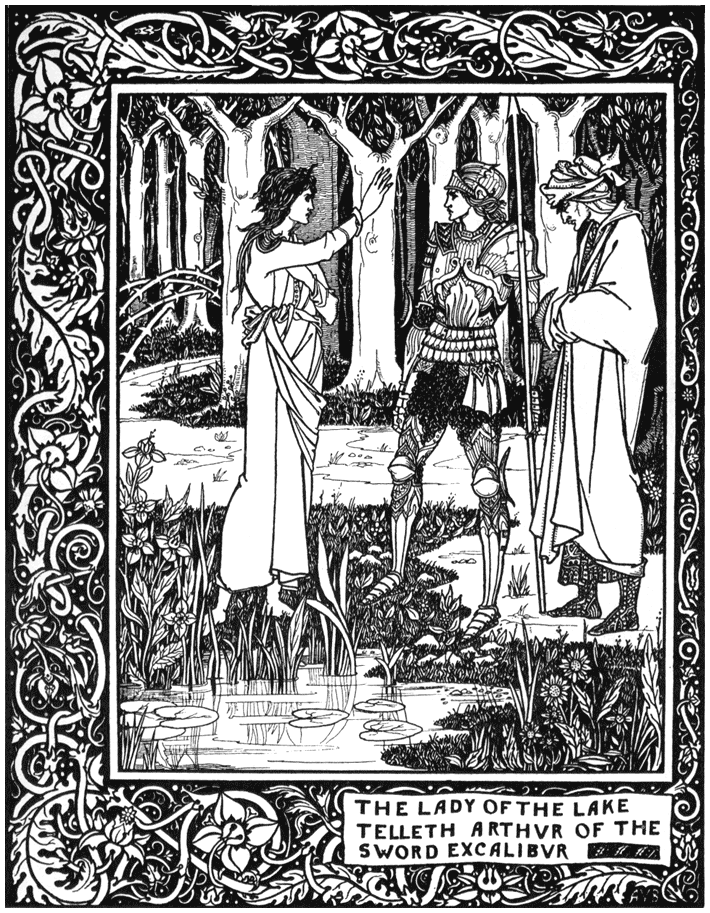
«La Dama del Lago le cuenta a Arturo de la espada Excálibur». Ilustración de Aubrey Beardsley.

Las múltiples versiones de la historia artúrica cuentan detalles diferentes sobre el personaje, a veces incompletos o contradictorios. En términos generales, la historia de la Dama del Lago puede resumirse como sigue:
Era nieta de Diana la cazadora, hija del rey de Northumberland o de Dionás. Según relata La Vulgata, aprendió las artes mágicas del mago Merlín, el cual estaba encantado con su belleza.
Después de la muerte de Ban de Benwick a manos del rey Claudas, la Dama del Lago raptó al infante Lanzarote y lo llevó a vivir con ella a su palacio bajo las aguas. Allí se encuentran los niños Boores y Lionel, primos de Lanzarote. La Dama del Lago crio a los tres niños como si fueran sus hijos. Lanzarote creció sin conocer su verdadera identidad, la cual le fue revelada por su madre adoptiva al cumplir los dieciocho años.
En este momento, la Dama del Lago llevó a Lanzarote a Camelot, para que fuese armado caballero, y es ella quien impone las armas a su hijo, contrariando a la tradición frente al rey Arturo. La Dama siguió las aventuras que emprendió Lanzarote, y contribuyó con su magia al éxito de varias de ellas. En la obra de Troyes, la Dama del Lago entrega un anillo mágico a Lanzarote, el cual lo protegería de cualquier encantamiento. Esta alusión al carácter mágico del personaje toma forma cuando en el ciclo Lanzarote-Grial se la menciona expresamente como hada. En esta obra, se menciona por primera vez un amorío entre ella y el mago Merlín; y se llama al personaje por su nombre, también por primera vez.
La Dama del Lago es responsable de la desaparición de Merlín, al encerrarlo para toda la eternidad en una cueva, aprovechando la influencia que tiene sobre el mago enamorado. Según el Lanzarote en prosa, Merlín enseñó sus secretos mágicos a Niniane, por la promesa que ésta le hizo de que, en pago, ella le entregaría su amor. Sin embargo, Niniane aprovecha el conocimiento de estos secretos para encerrar a Merlín. El mago ya había visto su propio destino, pero no fue capaz de evitarlo, lo cual supone que Niniane poseía un poder extraordinariamente fuerte para manipular y encantar, incluso a un gran hechicero.
Tras la muerte de Merlín, la Dama del Lago ocupa la posición de este como consejera del rey Arturo, protegiéndolo, entre otras cosas, de los ataques del hada Morgana, la hermana de Arturo que también había sido alumna de Merlín. No obstante, tanto la Dama del Lago como Morgana se encontraban en la barca que transportó al moribundo Arturo a la isla de Ávalon tras su última batalla. Ambas hechiceras se encargaron de cuidar y atender al rey en sus últimos momentos.

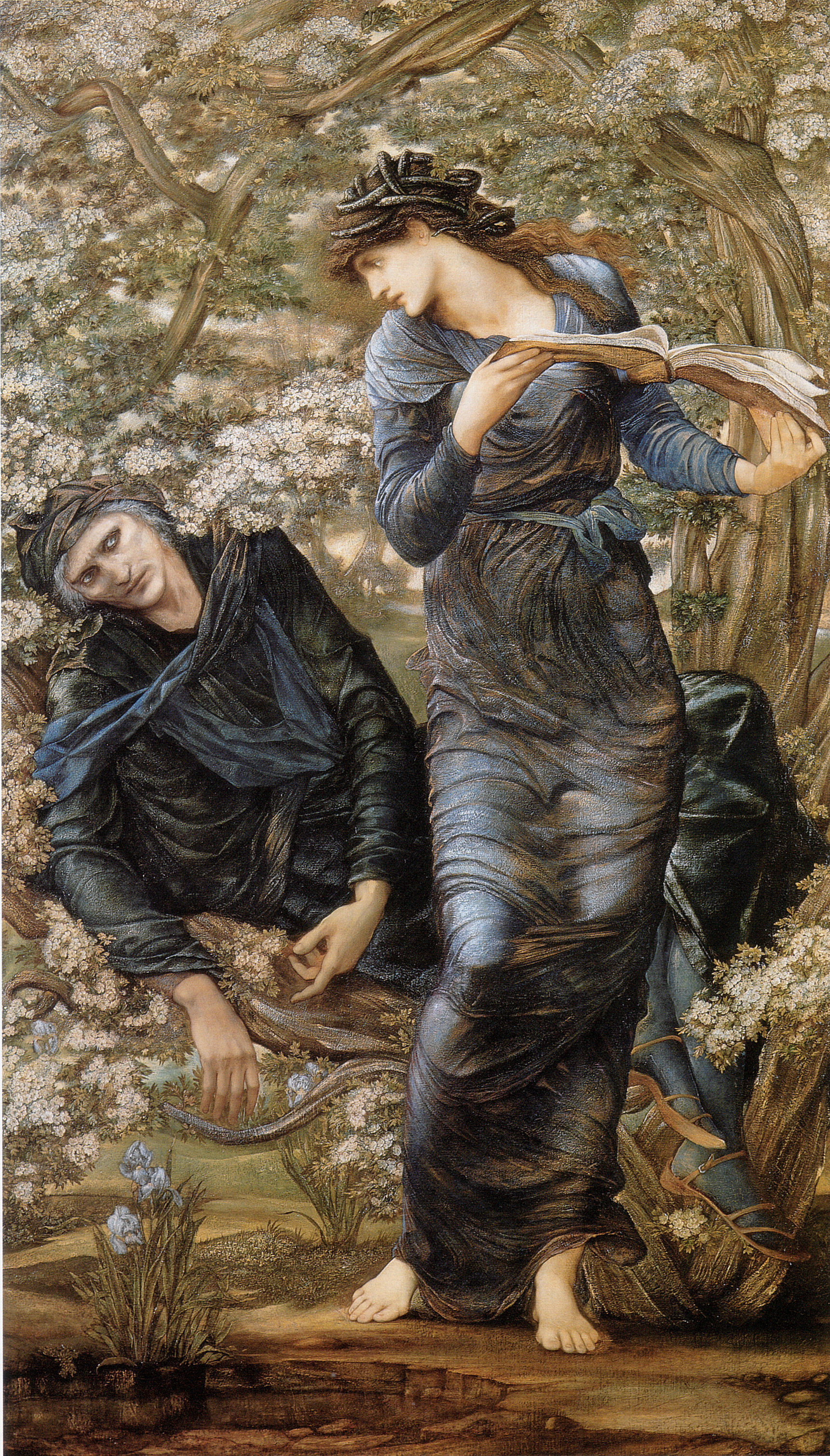
La seducción de Merlín, pintura del prerrafaelita Edward Burne-Jones, 1874.

En La muerte de Arturo, de sir Thomas Malory, la Dama del Lago es quien entrega a Arturo la legendaria espada Excálibur. En la obra, la Dama del Lago llega a la corte de Arturo a ofrecer la espada como un regalo, y a la vez a exigir la cabeza de sir Balin, un antiguo enemigo de su familia. Sir Balin se da cuenta de la identidad de la Dama, y enseguida la decapita, deshonrando así a la corte de Arturo. La misma obra termina con el caballero de la mesa redonda sir Bedevere arrojando la espada Excálibur al agua, y una mano surgiendo de la superficie y recibiendo la espada. Esta mano puede pertenecer a la Dama del Lago, lo que hace suponer que este es un personaje diferente de aquel que fue decapitado por sir Balin.
En algunas versiones, la Dama dio a Arturo a elegir entre una copa, una lanza, un plato y una espada, como símbolo de la unión de Camelot con Ávalon. Tras elegir Arturo a Excálibur, fue creada una funda donde se guardaba la espada que tenía el poder de no dejar derramar ni una sola gota de sangre al portador de la espada.

### sigloXIXen adelante
En los Idilios del rey, de Lord Tennyson, se hace énfasis en la espiritualidad del personaje; haciéndolo amoroso como una hermana y amable como un hada madrina, pero con una fortaleza superlativa. Simultáneamente, Tennyson lo despoja de sus características paganas, reconciliando a la Dama del Lago con la mitología cristiana.
En Time and the Witch Vivien, el poeta irlandés W. B. Yeats relata la muerte de la Dama del Lago, tras perder en un juego de ajedrez contra el Padre Tiempo. Otras historias cuentan que la Dama del Lago era la máxima sacerdotisa de Ávalon, llamada también Viviane, hermana de Igraine (madre de Arturo), y hermana de Ninie, la amante de Merlín. Estos elementos fueron popularizados en el siglo XX por Marion Zimmer Bradley, contradiciendo a Godofredo de Monmouth, quien afirmó que la lideresa de las damas de Ávalon era Morgana.

### Apariciones fuera del mundo artúrico
La Dama del Lago ha prestado su nombre a numerosos personajes de obras que no necesariamente versan sobre el personaje artúrico, tanto en literatura como en cine y televisión. Un ejemplo notable es el poema de 1810 La Dama del Lago, de sir Walter Scott, que relata la rivalidad entre el rey Jacobo V de Escocia y el clan Douglas. Algunas de estas obras explotan la asociación del nombre con el misterio y lo sobrenatural, como la película italiana La donna del lago, de 1965, o la estadounidense Lady in the Water, de 2006. También aparece, por primera vez, en el capítulo 7 “Nimue” de la quinta temporada de la serie de televisión estadounidense Once upon a time (2015): en este caso se la representa como al primer “Oscuro” y, por lo mismo, antecesora de Rumpelstiltskin. En videojuegos también ha tenido una representación simbólica como es en el caso de Tales of Zestiria, donde existe una ciudad construida en un lago llamada Ladylake, capital del Reino de Hyland, cuya espada sagrada pertenece a la serafín Lailah, que suele ser llamada "la dama del lago". En ese mismo videojuego, existe otra ciudad en el Reino de Rolance que se llama Pendrago.
En la Saga de Geralt de Rivia, serie de libros fantásticos escrita por Andrzej Sapkowski, también hace aparición la Dama del Lago. Tanto es así que da título al último libro (en España separado en dos tomos) de la saga. Apareciendo bajo el nombre de Nimue, toma el papel de una poderosa hechicera con control sobre el tiempo y el espacio que juega un papel decisivo en el desenlace de la historia. Sapkowski deja entrever cómo cuando Nimue era niña gustaba de oír la leyenda del brujo Geralt y la princesa Cirilla hasta el punto de obsesionarse con ella, lo que le lleva a ingresar en la escuela de hechicería de Aretusa para indagar en la leyenda. Cabe destacar que en esta saga se acaba por mezclar la historia de Ciri con el mito artúrico, apareciendo, o siendo mencionados, lugares y personajes propios del mismo, como Camelot o sir Galahad.
En el juego Sonic & the Black Knight la Dama del Lago es representada por Amy Rose.
En la serie original de Netflix Maldita, de 2020, el personaje principal es Nimue, interpretado por Katherine Langford, y se cuenta su historia previa a convertirse en la Dama del Lago. Dicha serie está basada en una novela gráfica homónima de Frank Miller y Tom Wheeler.
En la serie original de Netflix "Wizards: Tales of Arcadia" aparece como un personaje menor que fue la creadora de la espada Excalibúr y alguien que fue encerrada por Merlín en una cueva.